# Genís Olivé
Genís Olivé (ur. 15 maja 1992 roku) – hiszpański kierowca wyścigowy.

## Kariera
Olivé rozpoczął karierę w wyścigach samochodowych w 2007 roku od startów w Formule Master Junior oraz w edycji zimowej Włoskiej Formuły Renault. Z dorobkiem odpowiednio 142 i 46 punktów uplasował się tam odpowiednio na ósmej i siódmej pozycji w klasyfikacji generalnej. W tym samym roku był również siedemnasty w 24 Hours of Barcelona. W późniejszych latach pojawiał się także w stawce Włoskiej Formuły Renault, Szwajcarskiej Formuły Renault, Europejskiego Pucharu Formuły Renault 2.0, 500km of Alcaniz oraz Północnoeuropejskiego Pucharu Formuły Renault 2.0.

## Statystyki
| Sezon | Seria                                         | Zespół             | Wyścigi | Zwycięstwa | PP | NO | Podium | Punkty | Pozycja |
| ----- | --------------------------------------------- | ------------------ | ------- | ---------- | -- | -- | ------ | ------ | ------- |
| 2007  | Formuła Master Junior                         | José Olivé         | 12      | 1          | 0  | 0  | 1      | 142    | 8       |
| 2007  | Włoska Formuła Renault (edycja zimowa)        | Cram Competition   | 4       | 0          | 0  | 0  | 0      | 46     | 7       |
| 2007  | 24 Hours of Barcelona                         | Riera Racing       | 1       | 0          | 0  | 0  | 0      | N/A    | 17      |
| 2008  | Włoska Formuła Renault                        | Cram Competition   | 14      | 1          | 0  | 0  | 2      | 178    | 8       |
| 2008  | Szwajcarska Formuła Renault                   | Cram Competition   | 10      | 1          | 1  | 0  | 3      | 179    | 4       |
| 2008  | Włoska Formuła Renault (edycja zimowa)        | Cram Competition   | 2       | 0          | 0  | 0  | 1      | 46     | 4       |
| 2009  | Włoska Formuła Renault                        | Jenzer Motorsport  | 13      | 2          | 2  | 5  | 9      | 292    | 2       |
| 2009  | Europejski Puchar Formuły Renault 2.0         | Jenzer Motorsport  | 14      | 0          | 0  | 0  | 0      | 2      | 28      |
| 2010  | Europejski Puchar Formuły Renault 2.0         | Epsilon Euskadi    | 14      | 0          | 0  | 1  | 1      | 62     | 7       |
| 2010  | Północnoeuropejski Puchar Formuły Renault 2.0 | Epsilon Euskadi    | 3       | 1          | 0  | 1  | 2      | 71     | 13      |
| 2010  | 500km of Alcaniz - D2                         | Monlau Competicion | 1       | 0          | 0  | 0  | 1      | N/A    | 3       |